# Саборна црква у Бару
Храм Светог Јована Владимира у Бару је највећи саборни храм у Црној Гори

## Историјат
Први захтјев за одређивање локације за изградњу храма у Бару поднио је државном органу свештеник Богић Фемић недуго након земљотреса 1979. године. Тадашње комунистичке власти тај захтјев нису одобриле, тако да је двије године касније 17. марта 1981. иницијативни одбор за изградњу храма организовао протест због опструкције власти. Услиједио је масовни митинг пред градском Скупштином, као и потписивање петиције, па је локација за храм на крају добијена, и то око 2 хектара у центру Бара.

### Изградња
На добијеној локацији је постављен бетонски крст гдје су се редовно обављале вечерње службе, чекајући неко боље вријеме да се отпочне са градњом храма.
Радови на изградњи Саборног храма су започети тек 2006. године, али због недостатка средстава први бетон у темељну плочу храма изливен је 3. јула 2009. године, након чега је изградња кренула убразно. Храм је коначно завршен и освештан 25. септембра 2016. године, на хиљадиту годишњицу од мученичке смрти Светог Јована Владимира.

### Архитектура
Храм је димензија 54,00 x 36,80 m, површине у основи 1.370 m², висине 44,50 m до врха крста на централној куполи. То је највећи храм у Црној Гори, у који може да стане око 1.200 људи. По површини је већи 100 квадратних метара, а по висини 3 метра од Саборног храма у Подгорици. У храму је осликано 4.860 квадратних метара зидова, израђен иконостас дужине 18,5 m и урађен подни мозаик од око 1.700 m².
Храм је осликан у традиционалној фреско техници. Креч који се користи за малтер на који се наноси боја док је несасушен, у фришком стању, треба да буде стар најмање 4 године, а што је старији то је бољи. У чувеној кречани код Спужа нађен је креч стар више од 40 година, а на таквом квалитетном кречу осликана фреска не блиједи. Њено сазријевање траје и до 200 година.
На храму се налази 11 звона, од којих је највеће тешко 800 килограма. Звона су смјештена у два пирга, посвећена Светим цару Константину и царици Јелени, и Светим Кирилу и Методију.

### Освештавање храма
Чином освештавања храма началствовао је Патријарх јерусалимски Теофил III. Овај догађај сабрао је 18 архиепископа и митрополита из свих помјесних православних цркава, 12 епископа СПЦ, велики број јавних личности Црне Горе и Србије, дипломата, представника Римокатоличке цркве и Исламске заједнице, добротворе, приложнике и на хиљаде вјерника.

## Галерија
- Дјелић моћи српског краља Светог Јована Владимира у Саборној цркви у Бару
- Унутрашњост храма
- Купола
- Купола
- Унутрашњост храма
- Фреске на јужним зидовима припрате
- Крстионица
- Реплика Његошеве завјетне капелице са Ловћена, коју су срушили комунисти, у порти храма
- Спомен плоча испод споменика Николи Петровићу, код храма св. Јована Владимира у Бару. Написан је један Николин стих из Пјесника и виле, из којег се види да је Никола Петровић море код Бара сматрао српским морем